# NGC 5281
NGC 5281 (другие обозначения — OCL 911, ESO 97-SC5) — рассеянное скопление в созвездии Центавр.
Этот объект входит в число перечисленных в оригинальной редакции «Нового общего каталога».